# Anisocorie
 Mise en garde médicale
L'anisocorie se définit par une différence de taille entre les deux pupilles. Une des deux pupilles est atteinte, elle est soit en mydriase, soit en myosis.
Les causes conduisant à ce trouble sont diverses, allant de l'anisocorie physiologique bénigne jusqu'à des troubles neurologiques graves. Sa présence nécessite donc un avis médical systématique.
Le chanteur anglais David Bowie était atteint de ce trouble,.